# Mocowanie Canon EF-M

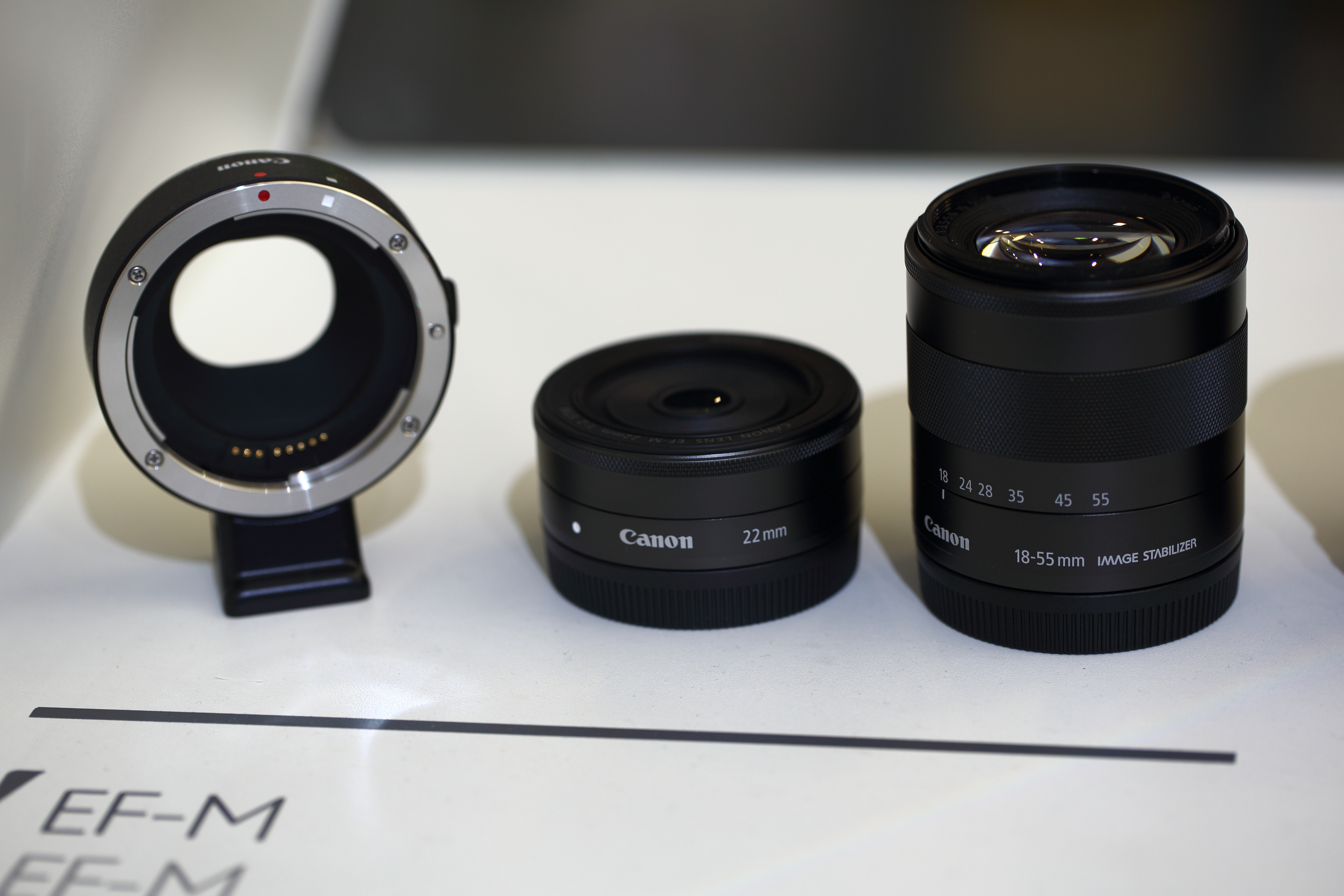
Canon EF/EF-S do EF-M przejściówka, obiektywy 22 mm EF-M i 18-55 mm EF-M

Mocowanie Canon EF-M – standard mocowania obiektywów zaprojektowanych do cyfrowych aparatów fotograficznych typu bezlusterkowiec serii EOS M z matrycą formatu APS-C, będący zmodyfikowanym mocowaniem Canon EF. Mocowanie EF-M jest fizycznie nieco mniejsze od mocowania EF: średnica EF-M 47 mm, EF i EF-S ma średnice 54 mm, parametry elektryczne EF-M i EF/EF-S są jednakowe.
Mocowanie EF-M jest jedynie przeznaczone do aparatów serii EOS M, możliwe jest jednak stosowanie obiektywów typów EF i EF-S do aparatów z mocowaniem EF-M przez przejściówkę EF/EF-S do EF-M.